# Marksville
Marksville is een plaats (city) in de Amerikaanse staat Louisiana, en valt bestuurlijk gezien onder Avoyelles Parish.

## Geschiedenis
Tussen 100 v. Chr. en 400 n.Chr. was er in het huidige Marksville een ceremonieel centrum van de oorspronkelijke Amerikanen. Het ging om een terrein van 80 hectare. Hiervan resten nog twee aarden wallen rond zeven kunstmatige heuvels. Teruggevonden aardewerk toont aan dat deze Indiaanse cultuur verwant was met de Hopewellcultuur in Ohio en Illinois.

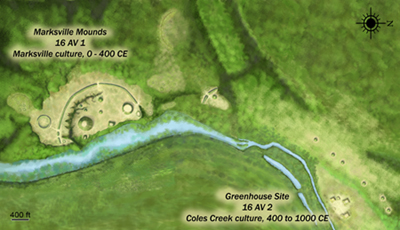
Plan van Marksville State Historic Site
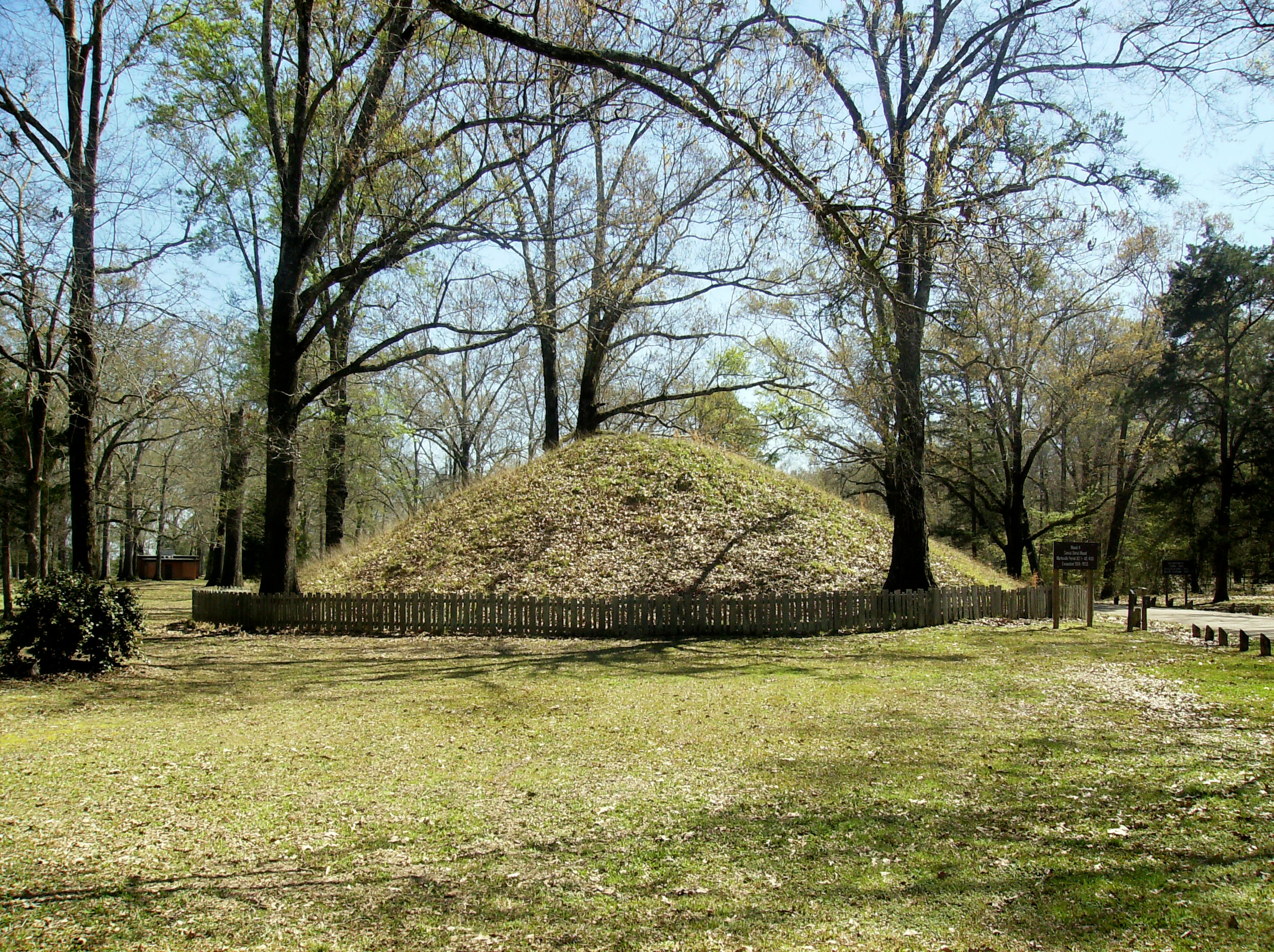
Grafheuvel

## Demografie
Bij de volkstelling in 2000 werd het aantal inwoners vastgesteld op 5537.
In 2006 is het aantal inwoners door het United States Census Bureau geschat op 5774, een stijging van 237 (4,3%).

## Geografie
Volgens het United States Census Bureau beslaat de plaats een oppervlakte van 10,6 km², geheel bestaande uit land.

## Plaatsen in de nabije omgeving
De onderstaande figuur toont nabijgelegen plaatsen in een straal van 20 km rond Marksville.

## Geboren
- Little Walter (1930-1968), blueszanger, gitarist, mondharmonicaspeler